# Тафт (місто)
Тафт (Тефт, перс. تفت‎) — місто, адмінцентр провінції Тафт, остан Єзд (Язд), центральний Іран.
Місто розташовано у 20 км на південний захід від міста Єзд, на висоті близько 1560 м над р. м. Розділено сухим річищем на 2 частини. Неподалік розташовані згадані мандрівниками печера та водоспад.
Відоме з XV століття. Переважно було селом, без укріплень.
Видатним мешканцем міста XV століття був суфійський лідер Шах Німатулла Валі, який побудував у Тафті ханаку. Могила Німатулли знаходиться там же.
Населення у 1956 році складало близько 6,5 тисяч осіб, у 2016 складало понад 18 тисяч осіб.